# Bleptinodes borbonica
Bleptinodes borbonica är en fjärilsart som beskrevs av De Joannis 1932. Bleptinodes borbonica ingår i släktet Bleptinodes och familjen nattflyn. Inga underarter finns listade i Catalogue of Life.